# Piskórka
Piskórka – wieś sołecka w Polsce, położona w województwie mazowieckim, w powiecie piaseczyńskim, w gminie Prażmów.
| SIMC    | Nazwa    | Rodzaj    |
| ------- | -------- | --------- |
| 0007373 | Ksawerów | część wsi |

Miejscowość położona jest w malowniczej okolicy otuliny Chojnowskiego Parku Krajobrazowego i sąsiaduje z wchodzącym w jego skład rezerwatem przyrody Łoś.
Prywatna wieś szlachecka Piskorka położona była w drugiej połowie XVI wieku w powiecie grójeckim ziemi czerskiej województwa mazowieckiego.
W czasie powstania warszawskiego toczyły się tu walki z Wehrmachtem. 11 sierpnia 1944 r. Kompania Leśna z częścią żołnierzy batalionu "Krawiec" stoczyła ciężką walkę z silnie uzbrojonymi oddziałami Niemców atakujących wieś. 12 sierpnia 1990 roku odsłonięto pamiątkową tablicę upamiętniającą tamte wydarzenia, na której znajduje się napis:
W hołdzie żołnierzom Armii Krajowej poległym w dn. 11.8.1944 r. we wsi Piskórka w walce z okupantem oraz pamięci mieszkańców tej wsi poległych podczas walk powstańczych oddziałów VII Obwodu AK "Obroża" Rejon V "Gątyń", batalionu "Krawiec" oraz kompanii leśnej "Szary" Samodzielnego Batalionu im. Cz. Mączyńskiego. W 45 rocznicę Powstania Warszawskiego kombatanci i społeczeństwo.
W latach 1975–1998 miejscowość administracyjnie należała do województwa warszawskiego.
Obecnie Piskórka jest "borówkowym zagłębiem", gdyż na jej terenie znajdują się trzy plantacje borówki amerykańskiej.
Sąsiaduje z Łosiem od zachodu, Krupią Wólką od wschodu, Pęcherami od północy i Jaroszową Wolą od południa.